# Liste der Bischöfe von Hulme
Der Bischof von Hulme war ein bischöflicher Titel, den ein Suffraganbischof in der Diözese Manchester in der Province of York in Church of England innehatte. Der bischöfliche Titel wurde am 11. Oktober 1923 per Order in Council nach den Regeln des Suffragans Nomination Act 1888 errichtet. Der Name stammt von Hulme, einem Gebiet der Stadt Manchester.
Nachdem Stephen Lowe im Juli 2009 in Ruhestand gegangen war, wurde der Titel aufgelöst. Die Aufgaben übernahmen die anderen beiden Suffraganbischöfe von Manchester Bolton und Middleton, die den Bischof von Manchester unterstützen.

## Liste der Bischöfe
| Bischöfe von Hulme | Bischöfe von Hulme | Bischöfe von Hulme    | Bischöfe von Hulme                           |
| Von                | Nach               | Amtsinhaber           | Anmerkungen                                  |
| ------------------ | ------------------ | --------------------- | -------------------------------------------- |
| 1924               | 1930               | John Charles Hill     |                                              |
| 1930               | 1945               | Thomas Sherwood Jones |                                              |
| 1945               | 1953               | Hugh Hornby           | Vater von Richard Hornby                     |
| 1953               | 1975               | Kenneth Ramsey        |                                              |
| 1975               | 1984               | David Galliford       | Wurde auf den Suffragantitel Bolton versetzt |
| 1984               | 1999               | Colin Scott           |                                              |
| 1999               | 2009               | Stephen Lowe          |                                              |
| Amt 2009 aufgelöst |                    |                       |                                              |
| Quellen:           |                    |                       |                                              |